# Pseudozelota mima
Pseudozelota mima là một loài bọ cánh cứng trong họ Cerambycidae.